# Tijuana (serie de televisión)
Tijuana es una serie de televisión mexicana creada por Daniel Posada y Zayre Ferrer. Protagonizada por Tamara Vallarta, Damián Alcázar, Claudette Maillé, Teté Espinoza y Rolf Petersen, la serie fue estrenada en la plataforma Netflix en 2019. Su primera temporada constó de 11 episodios. Tijuana relata la historia de los periodistas del diario Frente Tijuana, quienes arriesgan sus vidas en la investigación del asesinato de un importante político.

## Sinopsis
Un importante político y candidato presidencial es asesinado a sangre fría en la calle. Este suceso lleva a los periodistas de un periódico local a realizar una intensiva investigación que termina poniendo en peligro sus vidas, pues descubren una completa red de corrupción con importantes implicaciones. De esta manera nace el Frente Tijuana, conformado por intrépidos periodistas que buscan la verdad a pesar de las terribles consecuencias.

## Reparto
- Tamara Vallarta es Gabriela Cisneros
- Damián Alcázar es Antonio Borja
- Rolf Petersen es  Lalo
- Claudette Maillé es Federica
- Teté Espinoza es Malú
- Iván Aragón es Andrés Borja
- Rodrigo Abed es G. Mueller
- Martha Claudia Moreno es Lucía Torres
- Edén Villavicencio es Mejía
- Abril Schreiber es Alex